# Kashal-e Āzād Maḩalleh
Kashal-e Āzād Maḩalleh är en ort i Iran.   Den ligger i provinsen Gilan, i den norra delen av landet, 220 km nordväst om huvudstaden Teheran. Antalet invånare är 230.
Terrängen runt Kashal-e Āzād Maḩalleh är mycket platt. Runt Kashal-e Āzād Maḩalleh är det ganska tätbefolkat, med 230 invånare per kvadratkilometer. Närmaste större samhälle är Lāhījān, 11,8 km söder om Kashal-e Āzād Maḩalleh. Trakten runt Kashal-e Āzād Maḩalleh består till största delen av jordbruksmark.